# استان اوئیلا
استان هوییلا (به لاتین: Huíla Province) یکی از استان‌های کشور آنگولا است.

## خصوصیات
استان هوییلا ۷۹٬۰۲۳ کیلومترمربع مساحت و ۲٬۳۵۴٬۳۹۸ نفر جمعیت دارد.